# Robert Blackburn (pionnier de l'aviation)
Pour les articles homonymes, voir Robert Blackburn et Blackburn (homonymie).
Robert Blackburn, né le 26 mars 1885 à Leeds, East Yorkshire et mort le 10 septembre 1955, est un ingénieur aéronautique britannique. Il est le fondateur de la société Blackburn Aircraft.

## Biographie
Robert Blackburn est né le 26 mars 1885 à Kirkstall, Leeds, Yorkshire, Angleterre. Il a fait ses études secondaires à Leeds et a obtenu un diplôme d’ingénieur à l’Université de Leeds. En 1909, influencé par Orville et Wilbur Wright, qu’il a vus voler en France l’année précédente, il construit son premier avion, un monoplan. Il le dote d’un siège sur glissière, système original qui permet au pilote de déplacer le centre de gravité de l’appareil. Il effectua son premier vol sur la plage de sable de Filey au printemps 1909. L’avion fut gravement endommagé en 1910 quand Blackburn essaya d’effectuer un virage.
En 1912, il construisit un second avion qui assit sa réputation de pionnier de l’aviation et créa la firme Blackburn Aeroplane Company. En 1914 elle devint la Blackburn Aeroplane & Motor Company. Il construisit une usine à Brough en 1916 et obtint un contrat avec l’armée britannique pour la production sous licence du BE.2c. Durant les quarante années suivantes, il sera un fournisseur régulier de la Royal Air Force et la Fleet Air Arm en avions de reconnaissance et bombardiers-torpilleurs. En 1949 sa société fusionne avec General Aircraft. Il prit sa retraite en 1950 et s’installa dans le Devon. Son dernier projet fut le Blackburn Buccaneer. Il ne put assister à son premier vol, étant décédé d’une crise cardiaque en septembre 1955. Sa société fut absorbée par Hawker Siddeley.

## Distinctions
- Officier de l'Empire britannique